# Rovensko
Rovensko (in ungherese Berencsróna) è un comune della Slovacchia facente parte del distretto di Senica, nella regione di Trnava.